# HD 27192
HD 27192，又名BD+50 973，SAO 24544、HR 1333，是一颗恒星，视星等为5.55，位于銀經152.8，銀緯0.57，其B1900.0坐标为赤經4h 12m 36.7s，赤緯+50° 0.57′ 41″。